# Gammelby (Esbjerg)
 For alternative betydninger, se Gammelby. (Se også artikler, som begynder med Gammelby)
Gammelby er en bydel i Esbjerg, beliggende 3 km øst for Esbjerg Centrum. Gammelby ligger i Grundtvigs Sogn og hører til Esbjerg Kommune. I bydelen findes Urbanskolen, tidligere Rørkjær Skole, med ca. 729 elever.
Gammelby Ringvej passerer umiddelbart syd om bydelen.